# Muža nemrem dobiti
Muža nemrem dobiti je kajkavska ljudska pesem, ki je nastala nekje med 16. in 18. stoletjem. Pesem je lirska in tematizira eksistencialno temo ženske, ki v času fevdalizma ne more najti soproga, ki bi jo lahko finančno podpiral.

### Jezik
Kajkavska narečna skupina je bila v času 16. stoletja eden od standardnih, knjižnih jezikov osrednjejužnoslovanskega govornega področja. Refleks staroslovanskega jata je ekavski. V pesmi je opaziti tvorbo prihodnjika z glagolom biti in nedoločnikom.